# Edmonton Journal c. Alberta (Procureur général)
Edmonton Journal c. Alberta (Procureur général) est un arrêt de principe de la Cour suprême du Canada sur la liberté de presse et la liberté d'expression rendu en 1989. 
La Cour a jugé que les interdictions de publication sur les instances matrimoniales prévues à l'article 30 (1) de la Judicature Act de l'Alberta, et sur les étapes préparatoires au procès des actions civiles, l'article 30 (2) de ladite loi, étaient en violation des droits à la liberté d'expression en vertu de l'article 2 b) de la Charte canadienne des droits et libertés et ne pouvaient être justifiés en vertu de l'article 1 de la Charte.